# Rhynchodontodes mardinalis
Rhynchodontodes mardinalis är en fjärilsart som beskrevs av Otto Staudinger 1891. Rhynchodontodes mardinalis ingår i släktet Rhynchodontodes och familjen nattflyn. Inga underarter finns listade.